# Rîhalske, Iemilciîne
Rîhalske (în ucraineană Рихальське) este localitatea de reședință a comunei Rîhalske din raionul Iemilciîne, regiunea Jîtomîr, Ucraina.

## Demografie
Componența lingvistică a localității Rîhalske
     Ucraineană (98,91%)
     Rusă (1,09%)
Conform recensământului din 2001, majoritatea populației localității Rîhalske era vorbitoare de ucraineană (98,91%), existând în minoritate și vorbitori de rusă (1,09%).